# Grevinge Station
Grevinge Station er en dansk jernbanestation i Grevinge.